# Bramocharax caballeroi
Bramocharax caballeroi är en fiskart som beskrevs av Contreras-balderas och Rivera-teillery, 1985. Bramocharax caballeroi ingår i släktet Bramocharax och familjen Characidae. Inga underarter finns listade.